# 托雷·舍斯特兰德
托雷·舍斯特兰德（瑞典語：Tore Sjöstrand，1921年7月31日—2011年1月26日），瑞典男子田径运动员。他曾代表瑞典参加1948年夏季奥林匹克运动会田径比赛，获得男子3000米障碍赛金牌。